# Villeneuve-Lécussan
Villeneuve-Lécussan település Franciaországban, Haute-Garonne megyében. Lakosainak száma 570 fő (2022. január 1.). Villeneuve-Lécussan Pinas, Saint-Laurent-de-Neste, Cantaous, Cuguron, Franquevielle, Lécussan, Saint-Plancard, Sédeilhac és Uglas községekkel határos.

## Népesség
A település népessége az elmúlt években az alábbi módon változott:
| Lakosok száma | 460  | 441  | 477  | 550  | 552  | 556  | 556  | 561  | 562  | 570  |
|               | 1968 | 1982 | 1990 | 2006 | 2013 | 2015 | 2017 | 2019 | 2020 | 2022 |